# 深化組事件
深化組事件（しんかぐみじけん、심화조사건）は、1996年から2000年にかけて朝鮮民主主義人民共和国で発生した大規模な粛清事件。

## 概要
1995年から1998年にかけて北朝鮮で大飢饉（苦難の行軍）が起こり大量の餓死者が発生すると、最高指導者になったばかりで、金日成主席時代からの古参幹部の取り扱いに困っていた金正日（当時、朝鮮労働党政治局常務委員、組織指導部部長を兼務）は、社会安全部内に秘密警察組織「深化組（住民の経歴、思想調査を深く行うの意）」を創設、経済危機と大飢饉で国民の不満が高まっていた機を利用して、当時、組織指導部第一副部長だった張成沢を起用して、一気に古参幹部たちと、その側近、彼らの親戚3親等まで大粛清を行った。その実行役には当時の組織指導部副部長、社会安全部政治局長の蔡文徳を立てた。
「深化組事件」は2段階に分けて行われ、第1段階は1996年から1998年まで、第2段階が1998年から2000年までとされている。第1段階で処刑された人は3,000人以上で、その家族や縁故者1万人以上が耀徳強制収容所（15号管理所）に送られた。第2段階では、4人の大臣クラスの高級幹部を含めて全国的に2,000人が処刑され、1万人に及ぶ家族と親戚が強制収容所送りになった。
最初に大飢饉を発生させた責任者として徐寛煕・党中央委員会農業担当書記が公開処刑で殺害され、張成沢を監視する立場で張の政敵でもあった文聖述・党中央委員会責任書記もなぶり殺しにされたという。深化組の拠点は全国数百カ所に及び、捜査員は約8,000人にのぼり、結局、張と蔡の個人的な私怨から最終的に粛清された総人数は約2万5,000人、このうち1万人が殺害され、1万5,000人が強制収容所に送られた。
とはいえ、1998年に黄海南道の黄海製鉄所で起こった民衆の抗議活動によって、人心の離反を恐れた金正日は保衛部と軍保衛司令部の責任者を呼び出し、「君たちはいままで何をしていたのか」と叱責。深化組を主導した警察機構の社会安全省（98年に部から呼称変更）の調査を指示した。これが第2段階となり、保衛部などは、ひそかに調査に着手。深化組の専横と民心への影響をまとめた報告書の結果、党組織指導部検閲課に検閲団を準備させ、逆に「深化組」を解体する方針を決め、妹婿の張成沢は責任を逃れるが、この第1段階の実行役、蔡文徳、担当書記の李哲や社会安全省住民登録局長ら幹部14人を逮捕、「反革命的野心家」として銃殺刑に処して、幕引きを図った。2000年1月、保衛部や保衛司令部、中央検察所から選出した検閲団員が全国に派遣され、深化組はことごとく解体された。4月には社会安全省から人民保安省へと名前を変え、この事件は一応の終結を見た。
深化組の果たした役割が中国の文化大革命時の紅衛兵と似ていることから、深化組事件は三大革命赤旗獲得運動と並んで北朝鮮版の文革とも言われている。